# Comuna Hrînțeve, Lebedîn
Hrînțeve (în ucraineană Гринцеве) este o comună în raionul Lebedîn, regiunea Sumî, Ucraina, formată din satele Dmîtrivka, Drujne, Hamaliivka, Hrînțeve (reședința), Kliuciînivka, Komisarivka, Leninske, Mîronivșciîna, Pidsullea și Protopopivșciîna.

## Demografie
Componența lingvistică a comunei Hrînțeve
     Ucraineană (98,4%)
     Rusă (1,51%)
     Alte limbi (0,09%)
Conform recensământului din 2001, majoritatea populației comunei Hrînțeve era vorbitoare de ucraineană (98,4%), existând în minoritate și vorbitori de rusă (1,51%).